# Alex Kurtzman
Alexander Hilary Kurtzman (Los Ángeles, Estados Unidos, 7 de septiembre de 1973), más conocido como Alex Kurtzman, es un director, guionista y productor estadounidense que ha trabajado tanto en cine como en televisión.

## Biografía
Alex Kurtzman nació el 7 de septiembre de 1973 en la ciudad de Los Ángeles, California (Estados Unidos) y estudió en la Universidad Wesleyana. Está casado con Samantha Counter, hija del que fue presidente de la Alianza de Productores de Cine y Televisión (AMPTP), Nick Counter.

### Carrera
En 1996 participó como creativo asociado en varios episodios de la serie de televisión Xena: la princesa guerrera y unos meses después, ya en 1997, debutó como guionista al escribir uno de los episodios de Hercules: The Legendary Journeys. Este último trabajo se alargó durante los dos años siguientes y Kurtzman llegó a escribir un total de catorce episodios, además de coproducir otro unos meses después. En ambos colaboró con Roberto Orci, a quien conocía desde el instituto y con quien trabajó frecuentemente.
Entre 2001 y 2004 participó de forma regular en la serie Alias, creada por J. J. Abrams, donde se desempeñó como guionista y productor, y debutó en la dirección. Desde entonces participó en varios proyectos con Abrams, entre ellos las películas Misión imposible 3 (2006) y Star Trek XI (2009), y la serie Fringe, que ambos crearon junto a Orci. En 2010, DreamWorks eligió a Kurtzman como director de Welcome to People, película de la que además es guionista y productor.

## Filmografía
Cine
| Año  | Trabajo                                   | Rol      | Rol       | Rol       | Notas                            |
| Año  | Trabajo                                   | Director | Guionista | Productor | Notas                            |
| ---- | ----------------------------------------- | -------- | --------- | --------- | -------------------------------- |
| 2005 | La isla                                   |          | Sí        |           | Primer trabajo con Roberto Orci. |
| 2005 | La leyenda del Zorro                      |          | Sí        |           |                                  |
| 2006 | Misión imposible 3                        |          | Sí        |           |                                  |
| 2007 | Transformers                              |          | Sí        |           |                                  |
| 2008 | Eagle Eye                                 |          |           | Sí        |                                  |
| 2009 | Star Trek XI                              |          | Sí        | Sí        | Productor ejecutivo.             |
| 2009 | Transformers: la venganza de los caídos   |          | Sí        |           |                                  |
| 2009 | The Proposal                              |          |           | Sí        | Productor ejecutivo.             |
| 2011 | Cowboys & Aliens                          |          | Sí        | Sí        |                                  |
| 2012 | Welcome to People                         | Sí       | Sí        | Sí        |                                  |
| 2013 | Star Trek: en la oscuridad                |          | Sí        | Sí        |                                  |
| 2013 | Now You See Me                            |          | Sí        |           |                                  |
| 2013 | Ender's Game                              |          | Sí        |           |                                  |
| 2014 | The Amazing Spider-Man 2: Rise of Electro |          | Sí        | Sí        | Productor ejecutivo.             |
| 2016 | Now You See Me                            |          | Sí        |           |                                  |
| 2017 | La momia                                  | Sí       |           | Sí        |                                  |

Televisión
| Año           | Trabajo                          | Rol      | Rol       | Rol       | Notas |
| Año           | Trabajo                          | Director | Guionista | Productor | Notas |
| ------------- | -------------------------------- | -------- | --------- | --------- | --- |
| 1996-2000     | Xena: la princesa guerrera       |          |           | Sí        | Creativo asociado en 4 episodios y coproductor ejecutivo en uno.                                                              |
| 1997-1999     | Hercules: The Legendary Journeys |          | Sí        | Sí        | Guionista en 14 episodios y coproductor ejecutivo en uno.                                                                     |
| 2000          | El rey de los tramposos          |          | Sí        | Sí        | Guionista en 3 episodios y productor ejecutivo en 8.                                                                          |
| 2001-2004     | Alias                            | Sí       | Sí        | Sí        | Director en un episodio, guionista en 10, coproductor ejecutivo en 33, productor ejecutivo en 13 y productor supervisor en 9. |
| 2004          | The Secret Service               |          | Sí        | Sí        | Productor ejecutivo del telefilme.                                                                                            |
| 2008-2013     | Fringe                           |          | Sí        | Sí        | Creador, consultor de producción en 52 episodios y productor ejecutivo en 13.                                                 |
| 2010-2013     | Transformers Prime               |          |           | Sí        | Productor ejecutivo en 10 episodios.                                                                                          |
| 2010-presente | Hawaii Five-0                    |          | Sí        | Sí        | Desarrollador y productor ejecutivo en 20 episodios.                                                                          |
| 2011          | Exit Strategy                    |          |           | Sí        | Productor ejecutivo. |
| 2011          | Locke & Key                      |          |           | Sí        | Productor ejecutivo. |
| 2013-2017     | Sleepy Hollow                    |          | Sí        | Sí        | Cocreador, coguionista, productor ejecutivo.                                                                                  |
| 2014          | Matador                          |          |           | Sí        | Productor ejecutivo. |
| 2014-2018     | Scorpion                         |          |           | Sí        | Productor ejecutivo. |
| 2016          | Limitless                        |          |           | Sí        | Productor ejecutivo. |
| 2017-2018     | Salvation                        |          |           | Sí        | Productor ejecutivo. |
| 2017-presente | Star Trek: Discovery             |          |           | Sí        | Productor ejecutivo. |